# Capnella portlandensis
Capnella portlandensis är en korallart som beskrevs av Verseveldt 1977. Capnella portlandensis ingår i släktet Capnella och familjen Nephtheidae. Inga underarter finns listade i Catalogue of Life.